# جاكسون ساموراي
جاكسون ساموراي (بالبرتغالية: Jackson Samurai‏) هو لاعب كرة الصالات ‏ ولاعب كرة قدم برازيلي، ولد في 26 سبتمبر 1989 في Não-Me-Toque ‏ في البرازيل. لعب مع Joinville Futsal ‏.